# William Hale
William Hale (nascido em 18 de novembro de 1832 - 13 de janeiro de 1885) foi um político norte-americano do Iowa e do Território de Wyoming, onde foi governador entre 1882 até a data de sua morte em 1885.

## Primeiros anos
Hale nasceu em New London, uma comunidade no Condado de Henry, em Iowa. Quando tinha 21 anos, ele foi admitido na Ordem dos Advogados e começando a trabalhar como advogado.

## Carreira política
Em 1868, Hale tornou-se membro do Partido Republicano e foi eleitor presidencial de Iowa na eleição daquele ano. Ele serviu na Câmara dos Representantes do Iowa entre 1863 a 1866.  Anos depois, em 18 de julho de 1882, o presidente dos Estados Unidos, Chester A. Arthur nomeou Hale como governador do Território de Wyoming, Hale foi empossado em 3 de agosto do mesmo ano. Ele serviu como governador até sua morte em Cheyenne, Wyoming em 13 de janeiro de 1885.